# Eterisk olja
Eteriska oljor är doftande, flyktiga oljor som förekommer färdigbildade (med några få undantag) i olika växtdelar. De eteriska oljorna kan bestå av en mängd olikartade kemiska föreningar, av vilka många kan framställas på syntetisk väg. Ur växter kan oljorna framställas på många olika sätt:
1. Destillering
  - Vattendestillering
  - Ångdestillering
  - Vakuumdestillering
  - Torrdestillering
  - Sublimation
2. Pressning
3. Adsorption

Bland eteriska oljor finns exempelvis rosenolja, jasminolja, lavendelolja, bittermandelolja, anisolja, citronolja, neroliolja, eukalyptusolja och bergamottolja. Många av dessa används vid tillverkning av parfymer och andra kosmetiska produkter, även om syntetiska doftämnen blivit allt vanligare. Eteriska oljor förekommer även som smaksättning i livsmedel såsom likörer, läskedrycker, te (Earl Grey är smaksatt med bergamottolja), bakverk och godis (pepparmyntolja). 
Eteriska oljor är också basen för aromaterapi.